# Gottlieb Anton Friedrich Hansing
Gottlieb Anton Friedrich Hansing (geboren 4. März 1766 in Hannover; gestorben nach 1807) war ein deutscher wandernder Theaterschauspieler und Schriftsteller.

## Leben
Hansing wurde im Kurfürstentum Braunschweig-Lüneburg zur Zeit der Personalunion zwischen Großbritannien und Hannover in der Stadt Hannover geboren.
Später wirkte er als Schauspieler bei „der Bossanischen, Frankfurtischen, Mihulischen, Regensburgischen und Großmannischen Gesellschaft.“
1798 übernahm er als Direktor die Leitung einer wandernden Schauspielgesellschaft. 1807 wurde er in Linz Mitglied des dortigen Ständischen Theaters.

## Schriften
- Eppelein von Gailingen, dramatisch bearbeitet von G. A. F. Hansing, „im eignen Verlag“, Nürnberg 1795; Digitalisat über das Münchener Digitalisierungszentrum
- Künstlerglück oder: Die Proberollen. Ein Lustspiel in einem Aufzuge,  Linz: Kajetan Haslinger, 1807; Digitalisat über die Österreichische Nationalbibliothek
- Entdeckung durch Zufall. Ein Schauspiel in vier Aufzügen (= Neueste deutsche Schaubühne), von G. A. F. Hansing, Augsburg 1808
- Der Schauspieler-Katechismus. Ein Lustspiel in einem Aufzuge (Neueste deutsche Schaubühne), von G. A. F. Hansing, Augsburg 1808